# Білал Ердоган
Неджметтін Білал Ердоган (тур. Necmettin Bilal Erdoğan; нар. 23 квітня 1981, Стамбул) — турецький бізнесмен, син президента Туреччини Реджепа Ердогана.

## Біографія
Народився 23 квітня 1981, був третьою дитиною в сім'ї. Батько Білала — президент Туреччини Реджеп Ердоган. Білал Ердоган має трьох братів і сестер: Ахмет Бурак, Сюмейє та Есра. Закінчив школу у 1999 році. Потім продовжив навчання у США. Закінчив Університет Індіани у Блумінгтоні зі ступенем бакалавра в галузі політології та економіки. У 2004 році отримав ступінь магістра в школі Кеннеді при Гарвардському університеті.
Після закінчення навчання працював у Світовому банку. Потім повернувся до Туреччини та зайнявся бізнесом. Білал Ердоган — один з трьох співвласників транспортної компанії «BMZ Group Denizcilik ve İnşaat Sanayi Anonim Şirket». Також він входить до ради правління фонду " Türkiye Gençlik ve Eğitime Hizmet Vakfı ".
У 2013 залучався до суду в рамках розслідування корупційного скандалу, який вразив уряд Туреччини.
За повідомленням видання Today's Zaman, у жовтні 2015 року, після того, як партія його батька за результатами парламентських виборів втратила більшість у парламенті, Білал Ердоган разом із сім'єю переїхав до Болоньї. Він заявив, що поїхав до Болоньї, щоб отримати ступінь доктора філософії у болонському відділенні Університету Джонса Гопкінса.
У лютому 2016 року в Болоньї проти Білала Ердогана порушено справу за підозрою у відмиванні грошей.

## Особисте життя
В 2003 році одружився з Рейван Узунер, у них двоє синів і дочка.